# Triploechus vierecki
Triploechus vierecki är en tvåvingeart som beskrevs av Cresson 1919. Triploechus vierecki ingår i släktet Triploechus och familjen svävflugor. Inga underarter finns listade i Catalogue of Life.